# Mana (rivier in Frans-Guyana)
De Mana is een rivier in Frans-Guyana, die ontspringt in de Monts Belvédère, nabij Saül. De rivier stroomt in noordelijke richting en mondt uit in de Atlantische Oceaan bij de monding van de Marowijne.
Op de loop van de rivier zijn er ongeveer honderd stroomversnellingen, die het verkeer per boot hinderen. Op de bovenloop tot de stroomversnelling Saut Ananas is de rivier eerder een kreek tussen de dichte begroeiing. Op de middenloop zijn er onder andere de stroomversnellingen van Saut Aimara, Saut Dame-Jeanne, Saut Baboune, Gros Saut, Saut Topi-Topi, Saut Fracas en Saut Dalles en op de benedenloop de Saut Sabbat. Op deze plaats kruist de autoweg N1 de rivier. De rivier stroomt nabij zijn monding door de gemeente Mana en mondt uit nabij Awala-Yalimapo.
In de 19e eeuw werkten duizenden goudzoekers langsheen de Mana.